# Orbe

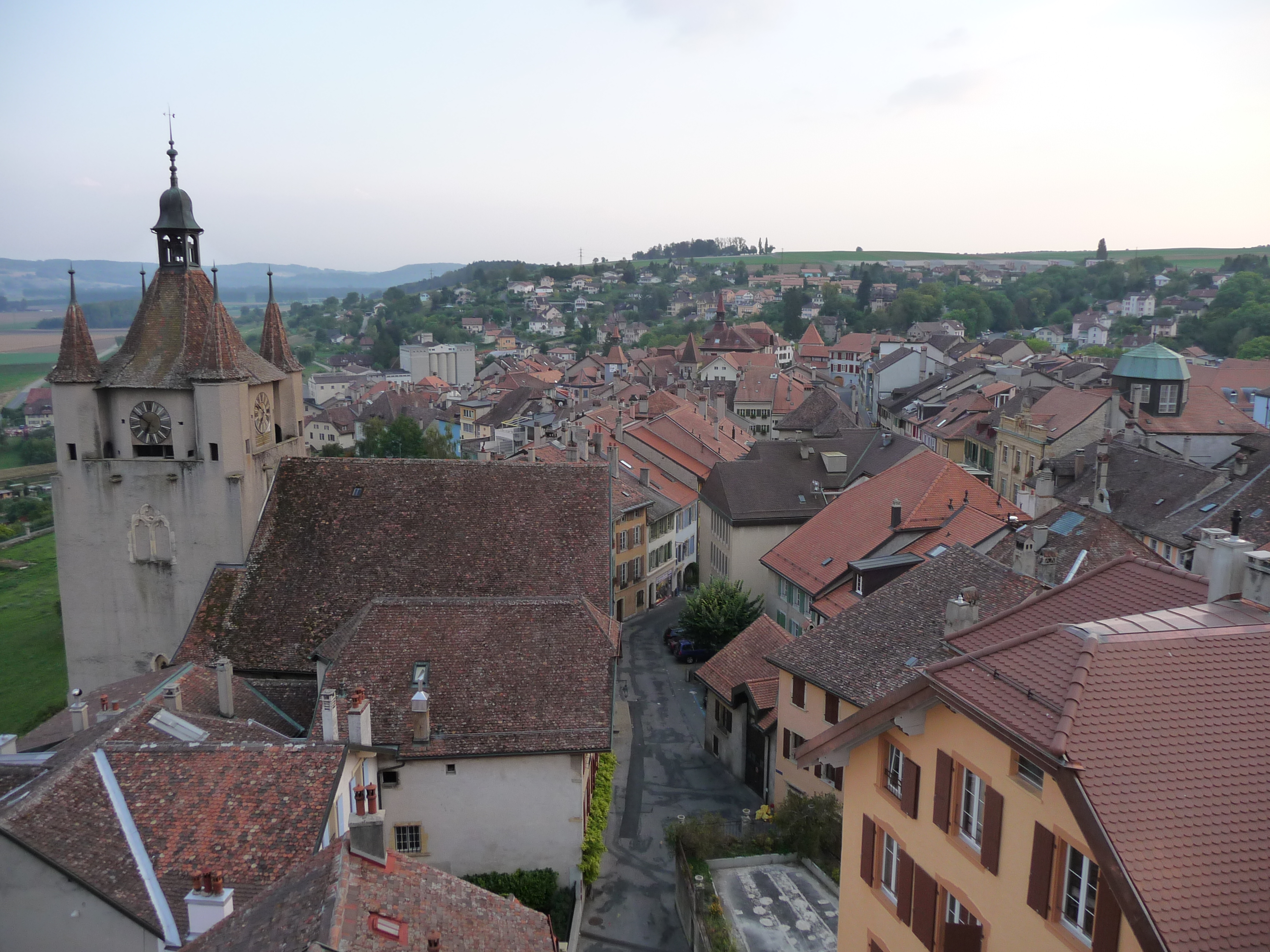
Blick über die Altstadt (Richtung Süden)

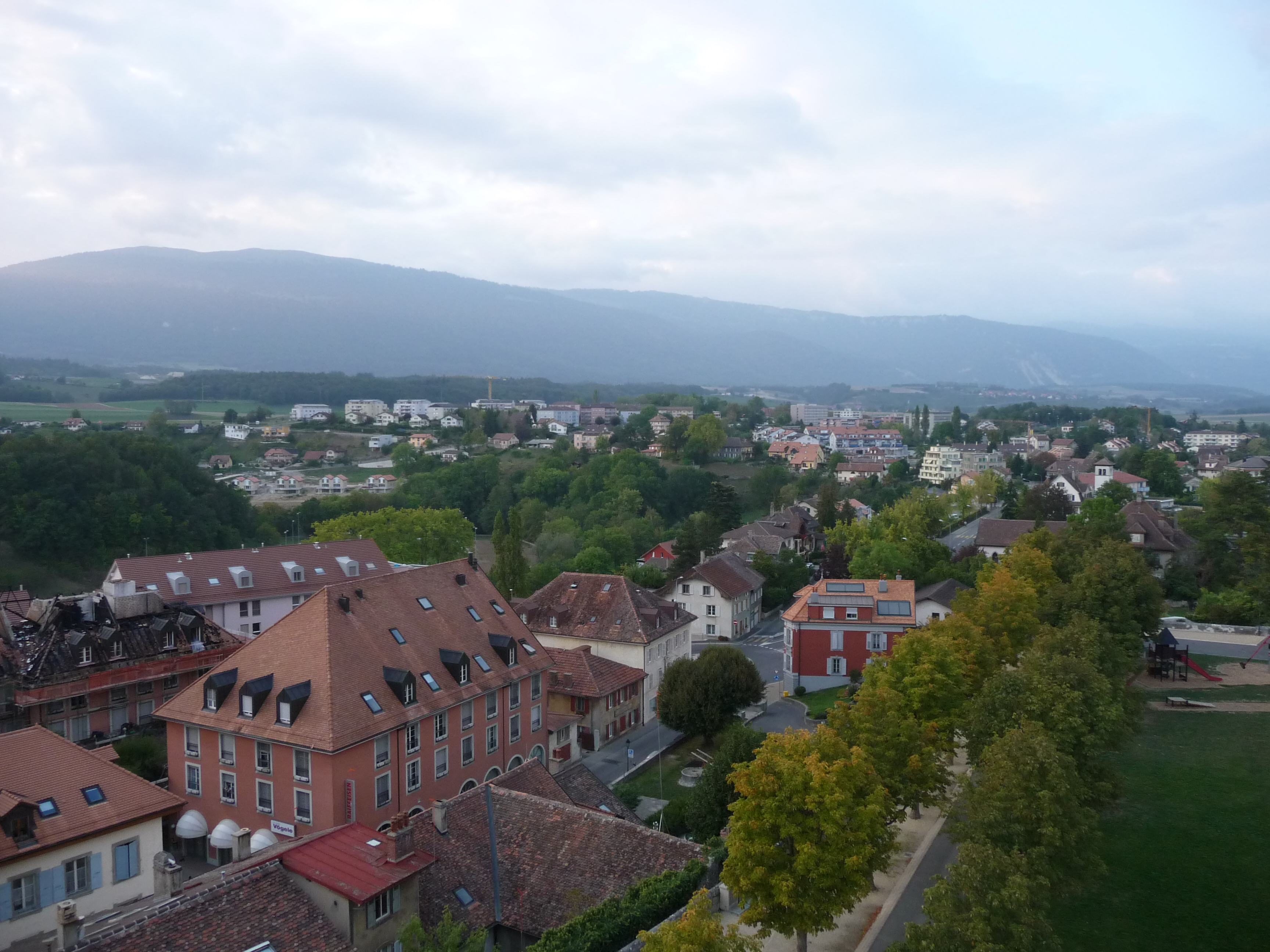
Blick in den nördlichen Teil der Stadt

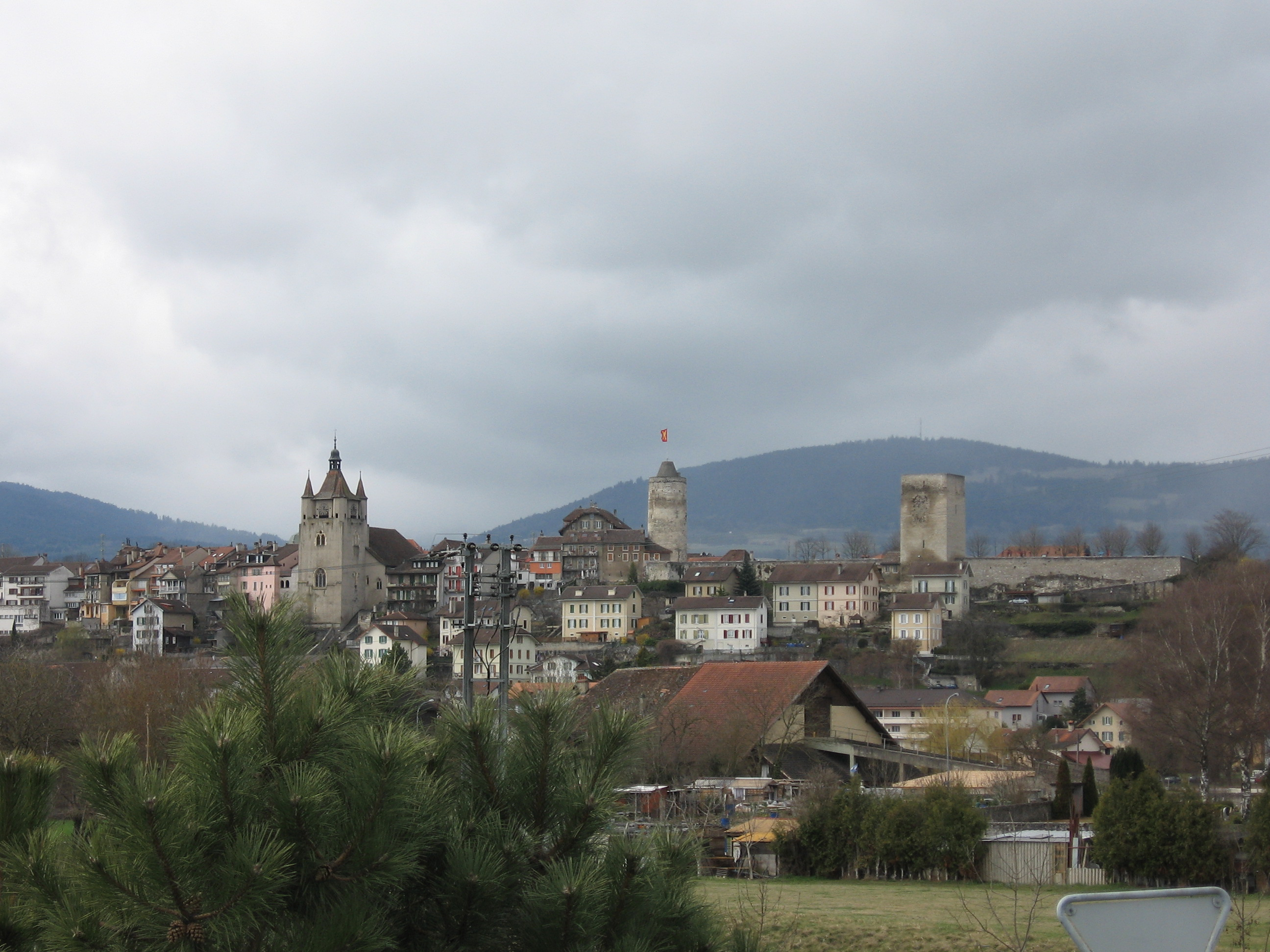
Orbe VD

Orbe ist eine politische Gemeinde im Distrikt Jura-Nord vaudois des Kantons Waadt in der Schweiz. Der ehemalige deutsche Name Orbach wird heute nicht mehr verwendet. Bis im August 2006 war Orbe Hauptort des gleichnamigen Bezirks.

## Geographie

Luftbild (1949)

Orbe liegt auf 479 m ü. M., 10 km südwestlich der Bezirkshauptstadt Yverdon-les-Bains (Luftlinie). Das historische Städtchen erstreckt sich auf einem von der Orbe auf drei Seiten umflossenen Geländevorsprung am Jurafuss, im Waadtländer Mittelland. Orbe liegt rund 40 m über der landwirtschaftlich intensiv genutzten Orbeebene (französisch Plaine de l’Orbe).
Die Fläche des 12,0 km² grossen Gemeindegebiets umfasst einen Abschnitt des Waadtländer Mittellandes. Der Hauptteil des Gebietes wird von der weiten Orbeebene eingenommen, einem früher sumpfigen und häufig überschwemmten Gebiet, das heute drainiert und von den in Kanalbetten eingezwängten Flüssen Nozon, Talent und Orbe durchzogen ist. Auf dem Gemeindegebiet fliesst der Nozon in den Talent und dieser etwas weiter nordöstlich in die Orbe. Daneben gibt es noch den Entrerocheskanal, der weiter im Nordosten Canal Oriental heisst und streckenweise die östliche Grenze des Gemeindegebietes bildet, und den Canal Occidental. Nach Westen erstreckt sich der Gemeindeboden auf die angrenzenden Hochflächen des Jurafussplateaus und erreicht auf der Höhe Les Saugettes mit 560 m ü. M. den höchsten Punkt von Orbe. Teil dieses Plateaus ist auch der Geländevorsprung, auf dem die Altstadt liegt. Unterhalb des Städtchens tritt der Fluss Orbe, der im Lauf der Jahrmillionen durch Erosion eine tiefe Kerbe in das Plateau eingeschnitten hat, in die Orbeebene hinaus. Von der Gemeindefläche entfielen 1997 17 % auf Siedlungen, 3 % auf Wald und Gehölze, 77 % auf Landwirtschaft, und rund 3 % war unproduktives Land.
Zu Orbe gehören ausgedehnte neue Wohn- und Villenquartiere, die sich immer weiter nach Osten ausdehnenden Gewerbe- und Industriezonen Granges-Saint-Martin und Granges-Saint-Germain (442 m ü. M.) in der Orbeebene sowie einige Einzelhöfe. Nachbargemeinden von Orbe sind Chavornay, Arnex-sur-Orbe, Agiez, Montcherand, Valeyres-sous-Rances, Mathod und Ependes.

## Geschichte
Die frühesten Siedlungsspuren auf dem Gemeindegebiet stammen aus dem Neolithikum. Die eigentliche Geschichte von Orbe beginnt zur Römerzeit. Die Römer gründeten vermutlich um 150 nach Christus am Rand der Orbeebene beim Austritt der Orbe aus dem Jurafussplateau die Siedlung Urba an einer Verzweigung der von Lausanne kommenden Heerstrasse. Der eine Ast führte von Urba über den Jura (Col de Jougne) nach Besançon, dem damaligen Vesontio, der andere Ast folgte dem Rand der Orbeebene nach Yverdon (Eburodunum) und Avenches (Aventicum). Die Siedlung wurde während der Römerzeit zeitweise auch als Orba, villa Orbacum und Urbigenum bezeichnet. Das Wort Urba stammt nicht – wie vielfach angenommen – vom lateinischen urbs (Stadt), sondern hat seinen Ursprung im Keltischen, eventuell bestehen sogar vorkeltische Wurzeln. Der Wortstamm orobis bzw. orbe, der in keltischer Zeit nur den Fluss Orbe bezeichnete, bedeutet schlicht und einfach Fluss. Im Gegensatz zu Aventicum und Colonia Iulia Equestris (Nyon) erlangte Urba als städtische Siedlung nie besonders grosse Bedeutung, besass aber beim heutigen Boscéaz einen beeindruckenden römischen Gutshof, der als der grösste Gebäudekomplex dieser Art in der Schweiz gilt. Die seit 1986 von der Universität Lausanne durchgeführten Ausgrabungen lassen auf eine äussere Umfassungsmauer von 420 × 370 m schliessen.
Ende des 3. Jahrhunderts wurden der Gutshof und die Siedlung wahrscheinlich aufgrund der ersten Germaneneinfälle verlassen. Während aus der frühen Burgunderzeit nichts bekannt ist, wurde Orbe spätestens im 9. Jahrhundert burgundisches Königsgut. Auf diesem, und zwar «apud orbam», traf sich der blutjunge König Karl von Burgund im Jahr 856 mit seinen Verwandten Kaiser Ludwig II. und König Lothar II., um über die Aufteilung der Reiche zu beraten (Regesta Imperii I., 2495). Dies war und ist die erste urkundliche Erwähnung des Ortes. Weitere Treffen karolingischer Herrscher fanden hier 865 («in urba») und 879 («apud urbam») statt (Reg.Imp.I.,1231a+1588b). Unterhalb des Burghügels entwickelte sich im 10. Jahrhundert die neue Siedlung, die zunächst als villa Tabernis, 1049 als vicus Urbensis erwähnt wird. Später entstand auch auf dem Burghügel eine Siedlung. Seit 1255 gehörte die Herrschaft Orbe den Herren von Montfaucon. Zwischen 1270 und 1300 wurde die an die Burg angrenzende Siedlung befestigt und mit dem Marktrecht ausgestattet. 1404 erhielt die Stadt Orbe weitgehende Freiheiten, wurde aber nur drei Jahre später durch einen Stadtbrand schwer beschädigt. 1424 baute die Stadt die Steinbrücke Pont du Moulinet über die Orbe.
Im Lauf des 15. Jahrhunderts ging die Herrschaft über Orbe an das Haus Chalon über, das aus dem Burgund stammte. Deswegen eroberten die Eidgenossen im Rahmen der Burgunderkriege die Stadt und zerstörten das Schloss. Im Vertrag von Freiburg wurde die Stadt Orbe zusammen mit dem Herrschaftsgebiet Echallens 1476 unter die gemeinsame Verwaltung von Freiburg, Bern und den sieben anderen Orten gestellt. Im Vertrag von Beromünster 1484 löste Bern die Rechte dieser sieben Orte auf die gemeinsame Herrschaft durch eine Entschädigungszahlung heraus. Fortan stand die Vogtei Orbe-Echallens unter der gemeinsamen Verwaltung von Bern und Freiburg. Die Stadt Orbe bildete dabei eine Exklave des Herrschaftsgebietes, dessen Mittelpunkt sich in der Region Echallens befand. Im Fünfjahresturnus stellten Bern oder Freiburg den Vogt, der seinen Sitz in Echallens hatte. Aufgrund des anfänglichen Widerstandes des katholischen Freiburg wurde die Reformation erst 1554 in Orbe eingeführt.
Nach dem Zusammenbruch des Ancien Régime gehörte Orbe von 1798 bis 1803 während der Helvetik zum Kanton Léman, der anschliessend mit der Inkraftsetzung der Mediationsverfassung im Kanton Waadt aufging. Seit 1798 ist es Bezirkshauptort des neuen Bezirks Orbe, der aus der Stadt Orbe und aus Teilen der Vogteien Yverdon und Romainmôtier geschaffen wurde. Im Juni 1904 kam es im Orbe zum Streik der Bauarbeiter.

## Bevölkerung
Mit 7842 Einwohnern (Stand 31. Dezember 2023) gehört Orbe zu den grösseren Gemeinden des Kantons Waadt. Von den Bewohnern sind 82,3 % französischsprachig, 5,0 % portugiesischsprachig und 3,1 % deutschsprachig (Stand 2000). Die Bevölkerungszahl von Orbe stieg besonders im ersten Jahrzehnt des 20. Jahrhunderts stark an. Danach wurde bis 1970 eine weitere kontinuierliche Zunahme verzeichnet. Als Folge der Wirtschaftskrise in den 1970er Jahren kam es in jenem Jahrzehnt zu einer Abwanderung. Seither hat die Bevölkerung jedoch wieder deutlich zugenommen. Neue Wohnquartiere sind vor allem am Osthang nördlich der historischen Altstadt sowie auf dem Rand des Jurafussplateaus entstanden.
| Bevölkerungsentwicklung | Bevölkerungsentwicklung | Bevölkerungsentwicklung | Bevölkerungsentwicklung | Bevölkerungsentwicklung | Bevölkerungsentwicklung | Bevölkerungsentwicklung | Bevölkerungsentwicklung | Bevölkerungsentwicklung | Bevölkerungsentwicklung | Bevölkerungsentwicklung | Bevölkerungsentwicklung | Bevölkerungsentwicklung | Bevölkerungsentwicklung |
| ----------------------- | ----------------------- | ----------------------- | ----------------------- | ----------------------- | ----------------------- | ----------------------- | ----------------------- | ----------------------- | ----------------------- | ----------------------- | ----------------------- | ----------------------- | ----------------------- |
| Jahr                    | 1850                    | 1900                    | 1910                    | 1930                    | 1950                    | 1960                    | 1970                    | 1980                    | 1990                    | 2000                    | 2007                    | 2016                    | 2023                    |
| Einwohner               | 1923                    | 2080                    | 3234                    | 3422                    | 3565                    | 3824                    | 4522                    | 3985                    | 5084                    | 5139                    | 5535                    | 6903                    | 7842                    |

## Wirtschaft
Orbe ist heute ein regional bedeutendes Zentrum mit Gewerbe, Industrie, Handel und Verwaltungsfunktionen sowie touristischen Anlagen.
Aufgrund des grossen Landwirtschaftsgebietes im Umland von Orbe spielt der primäre Sektor noch heute eine gewisse Rolle in der Erwerbsstruktur der Bevölkerung. Die Landwirtschaft vereinigt noch rund 7 % der Erwerbstätigen auf sich. Von Bedeutung sind der Ackerbau und insbesondere Gemüsekulturen. Einige kleinere Weinbaugebiete gibt es im Bereich des Städtchens sowie einen grösseren Rebhang oberhalb des Hofes La Vaux Vully. In der Orbeebene links der kanalisierten Orbe wurde 1899 die kantonale Strafanstalt Bochuz (Pénitencier de Bochuz) gegründet, die das grösste landwirtschaftliche Gut des Kantons Waadt bewirtschaftet.
Mit der Zunahme und Verbesserung der Verkehrsanbindungen entwickelte sich Orbe im Laufe des 19. Jahrhunderts zu einem Industriestandort. Die Brüder Fertig gründeten 1848 die Brasserie d’Orbe Fertig Frères S.A. Die Bierbrauerei wurde 1974 von der Brauerei Feldschlösschen (Rheinfelden) übernommen und der Betrieb in Orbe stillgelegt. 1871 wurde die Moulins Rod SA, eine Getreidemühle, gegründet. Nach der Fusion mit der Grands Moulins de Cossonay SA (die heutige Groupe Minoteries) im 1998 wurde die Produktion eingestellt. 1901 gründete Daniel Peter eine Schokoladenfabrik. 1929 erfolgte der Zusammenschluss der Schokoladenfabrikanten Peter, Cailler, Kohler und Nestlé. 1958 eröffnete die in der Feinmechanik tätige Paillard SA eine Zweigstelle. Es wurden hauptsächlich Filmkameras Paillard-Bolex gebaut. 1971 wurde der Standort aufgegeben.
Heute hat sich am Fuss des Stadthügels und in der Orbeebene ein ausgedehntes Industrie- und Gewerbequartier entwickelt. Wichtigster Betrieb ist die Kaffeefabrik Nestlé, daneben gibt es mehrere weitere Unternehmen der Nahrungsmittelindustrie. Die zahlreichen kleinen und mittleren Unternehmen in Orbe haben sich auf die Bereiche Landmaschinenbau, Metallbau, Feinmechanik, Gartenbau, Informatik, Telekommunikation und auf das Baugewerbe spezialisiert. Ferner gibt es in der Ebene verschiedene Einkaufszentren.
Orbe verfügt auch über ein Bezirksspital und mehrere Freizeitanlagen, darunter Tennisplätze, ein Schwimmbad und ein Campingplatz. In kultureller Hinsicht hat Orbe einen Theatersaal und einen Kinosaal zu bieten.
Aufgrund seiner geschichtlichen Vergangenheit und diverser Fundstücke wurde 1925 der Verein Association du vieil Orbe gegründet. Dessen Aufgaben waren die Aufwertung der seit 1848 bekannten römischen Mosaiken der Boscéaz-Stätte und die Sensibilisierung der Öffentlichkeit für die Geschichte ihrer Stadt. Dies sollte durch den Betrieb eines Museums und Herausgabe von Publikationen unterstützt werden.
1995 wurde beschlossen, den Verein neu aufzustellen. Es wurde die Stiftung Pro Urba gegründet. Eine Gönnerin vermachte der Stiftung ein Haus in der Altstadt. In diesem konnte nun das Musée d’Orbe eingerichtet werden. Es werden Objekte aus der Jungsteinzeit bis zum 20. Jahrhundert gezeigt. Die Stiftung ist für die Öffentlichkeitsarbeit, die Zusammenarbeit mit den Behörden, das Museum und die Bewahrung der Sammlungen verantwortlich. Zudem wurde der Verein der Freunde von Pro Urba gegründet. Dieser kümmert sich um das kulturelle und historische Leben von Orbe und unterstützt die Stiftungstätigkeiten.

## Kraftwerke
1894 wurde das Wasserkraftwerk Le Chalet in Betrieb genommen. Es liegt westlich, etwas ausserhalb von Orbe. Es produziert jährlich 9,3 GWh elektrische Energie.
2013 wurde in der Stadt Orbe am Orbeufer ein neues Wasserkraftwerk, genannt Moulinets sur l’Orbe, erstellt. Mit einer Nennleistung von 430 kW erzeugt es jährlich 4,2 GWh elektrische Energie.

## Verkehr

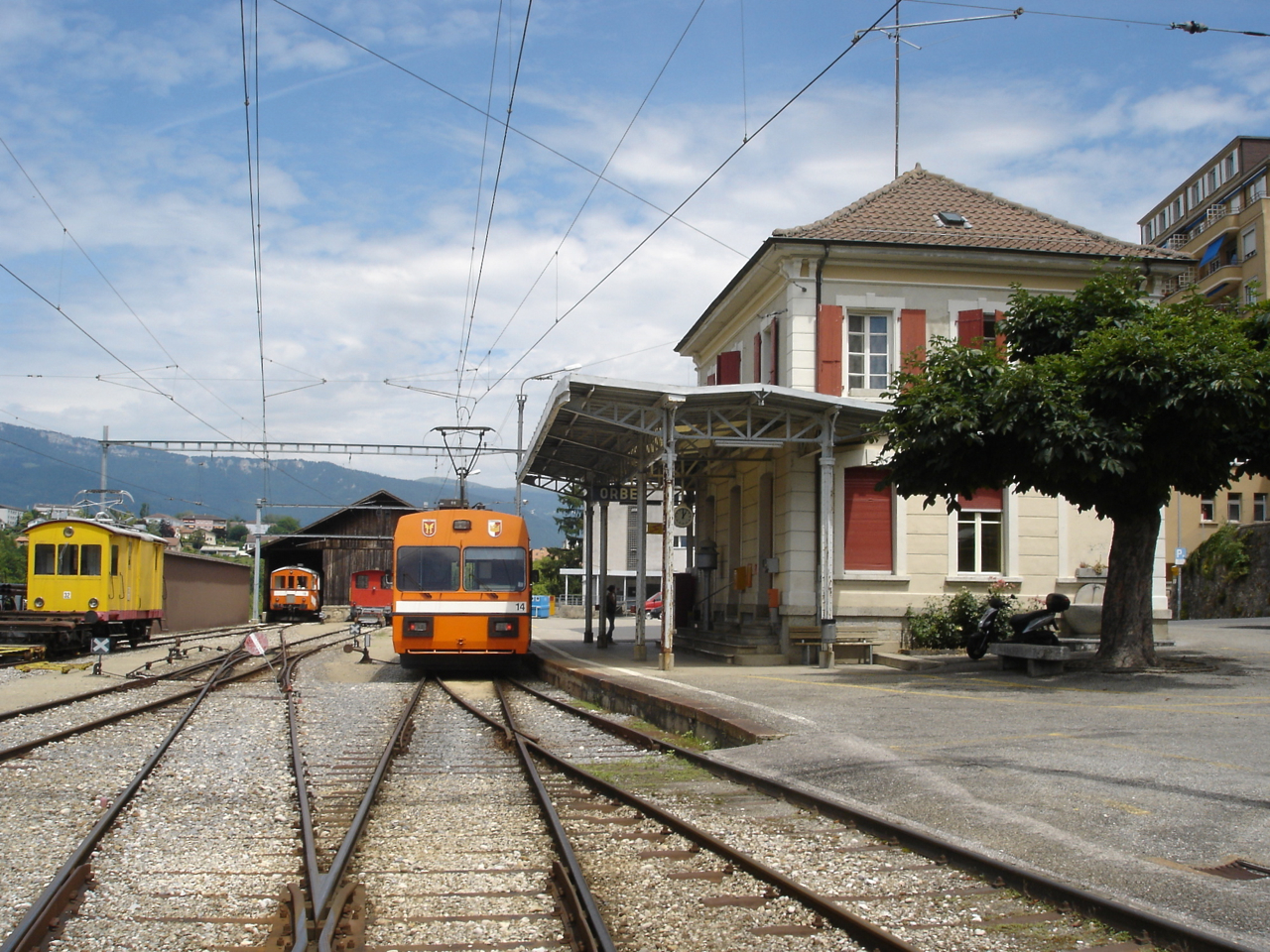
Bahnhof

Die Gemeinde ist ein regionaler Verkehrsknotenpunkt. Sie liegt an der Kreuzung der Strasse am Jurasüdfuss von Cossonay nach Yverdon mit der Strasse von Chavornay nach Vallorbe; weitere Strassen führen nach Romainmôtier und nach Baulmes.
Seit den 1980er Jahren ist Orbe an das schweizerische Autobahnnetz angeschlossen. 1981 wurde der Abschnitt Lausanne–Yverdon der A1 eröffnet. Von der Verzweigung Essert-Pittet führt seit 1989 die A9 nördlich an Orbe vorbei bis nach Ballaigues und dann als Hauptstrasse weiter entweder nach Frankreich über den Jurapass Col de Jougne nach Pontarlier oder via Vallorbe in das Vallée de Joux. Bei Boscéaz liegt die Autobahnausfahrt  3 Orbe. Im Zusammenhang mit dem Bau der Autobahn entstand die Ostumfahrung von Orbe von Boscéaz durch die Orbeebene bis Les Granges.
Den Anschluss an das Eisenbahnnetz erhielt Orbe am 17. April 1894 mit der Einweihung der Stichbahn vom Bahnhof Chavornay an der Bahnstrecke Lausanne–Biel/Bienne nach Orbe durch die Bahngesellschaft Chemin de fer Orbe–Chavornay. Im Gebiet von Orbe bedient die Bahn neben dem Bahnhof Orbe auch die Haltestellen St-Eloi und Les Granges, und sie verbindet mehrere Industriebetriebe mit Anschlussgleisen. Für die Feinverteilung im öffentlichen Verkehr sorgen Buslinien von Orbe nach Yverdon, Baulmes, Vallorbe, Croy und Arnex-sur-Orbe.

## Sehenswürdigkeiten
- Siehe auch Liste der Kulturgüter in Orbe sowie La Tour Ronde

Orbe besitzt ein malerisches mittelalterliches Stadtbild. Die historische Altstadt besteht aus einem oberen Teil (Vieux-Bourg) mit drei Längs- und einer Querstrasse sowie einem unteren Teil (Neuf-Bourg), an dessen unterem Ende sich der Pont du Moulinet, eine von 1421 stammende Brücke, befindet.
Das mittelalterliche Städtchen besass einst sechs verschiedene Kirchen; heute sind jedoch nur noch drei Gotteshäuser vorhanden. 

### Reformierte Kirche Notre-Dame

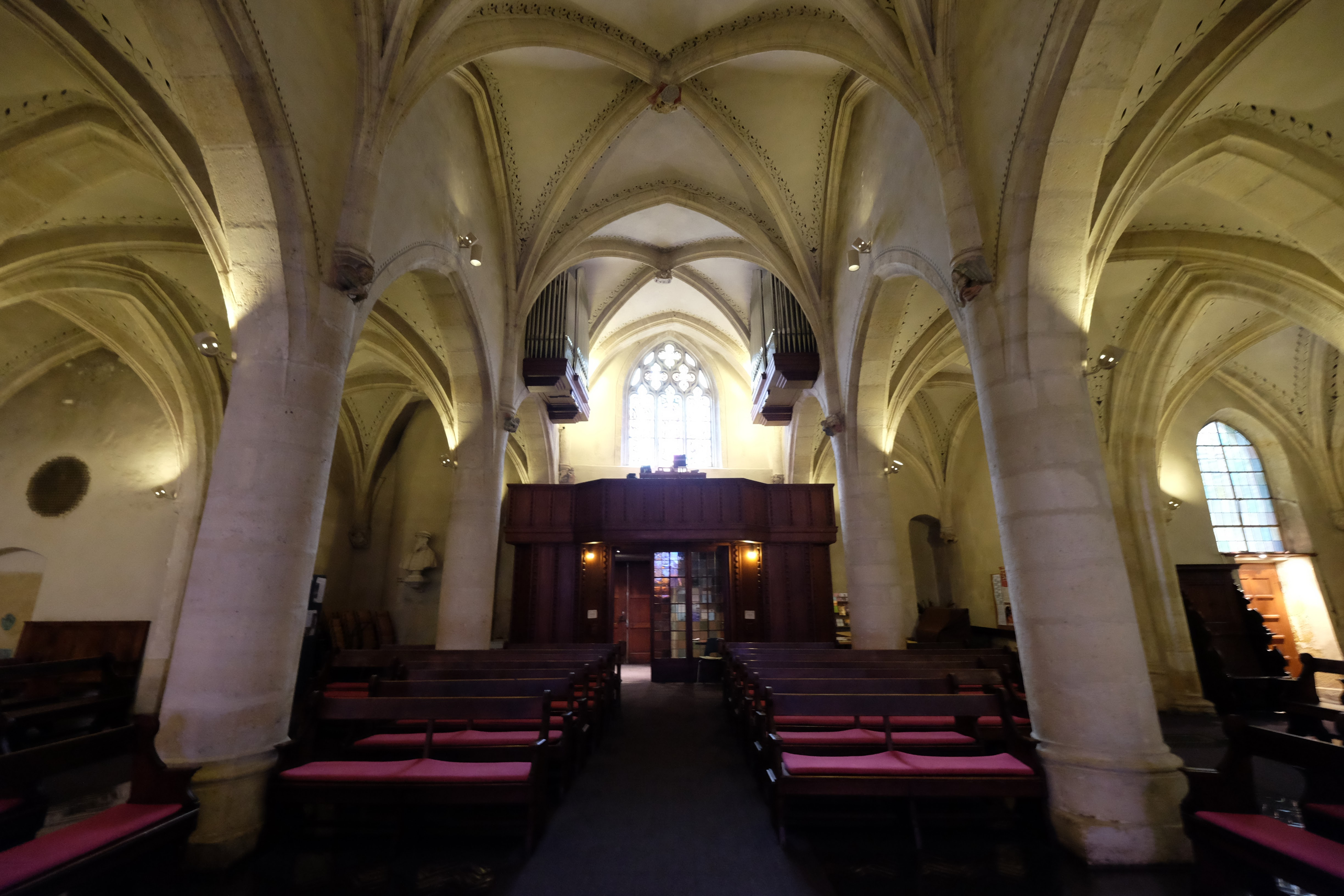
Hallenkirche

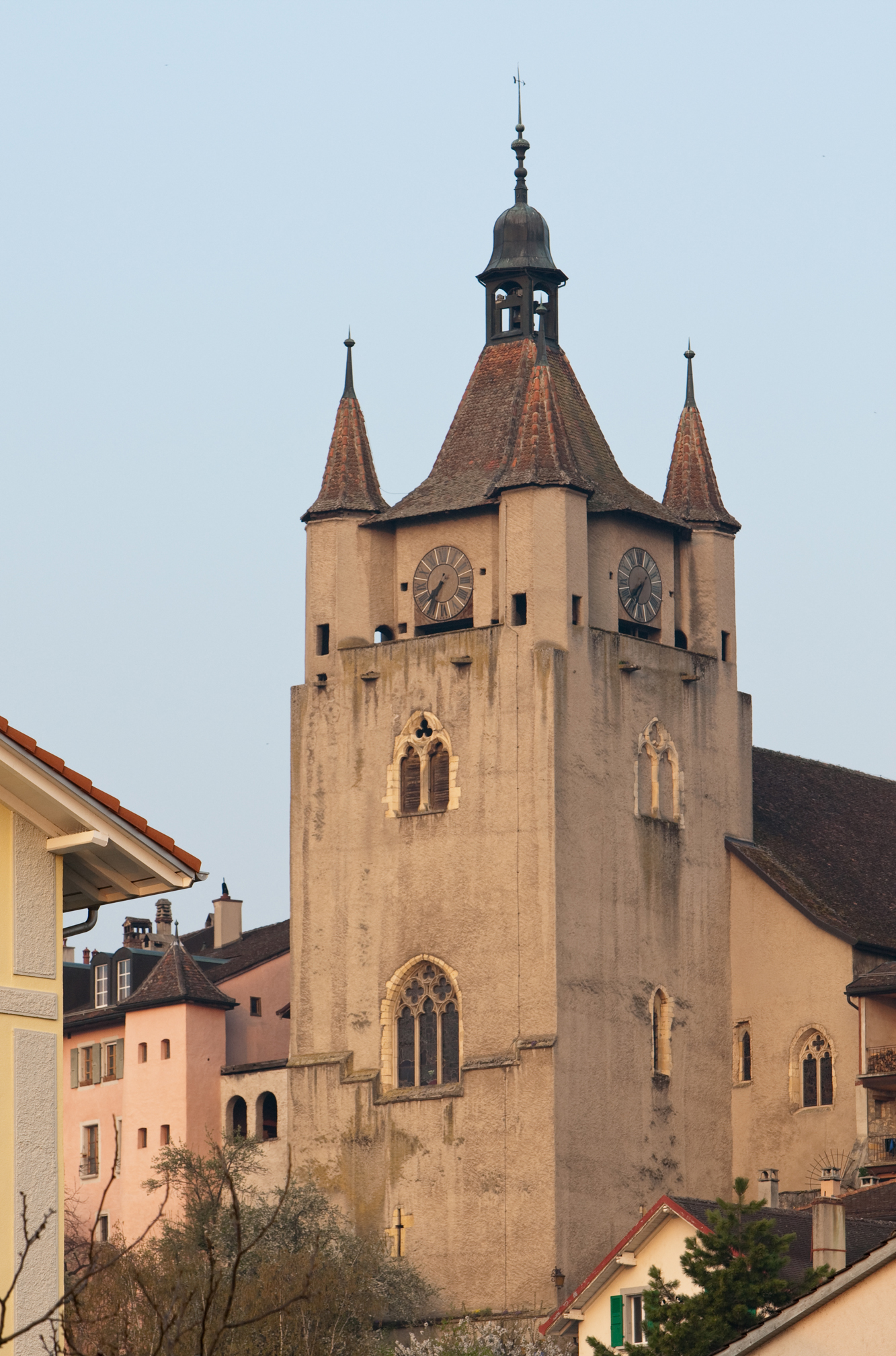
Der wuchtige Kirchturm

Nachdem der Brand von 1407 die frühere Stadtkirche zerstört hatte, wurde die heute reformierte Kirche Notre-Dame errichtet, die ein bedeutendes Bauwerk des spätgotischen Flamboyantstils darstellt. Der Kirchturm entstand durch Umbau und Vergrösserung eines ehemaligen Turms in der Ringmauer der Stadt. Er diente in der Folgezeit gleichzeitig als Glockenturm und als Wehrturm und wurde deshalb mit den für waadtländische Kirchen typischen vier Echauguetten (erkerartige Wachtürmchen an dem Hauptturm) ausgestattet. Das dreischiffige Langhaus wurde von 1521 bis 1525 umgebaut, und 1687–1690 wurden die ehemaligen Seitenkapellen auf der Nord- respektive auf der Südseite miteinander vereinigt, so dass zwei zusätzliche Seitenschiffe entstanden. Im Innern sind Reste von Malereien aus dem 15. Jahrhundert erhalten. Die Besonderheit dieser Kirche machen die teilweise skurrilen Figuren und die Kurvenrippen der Sterngewölbe aus, die sich von der Gewölbedecke lösen und in einem hängenden Schlussstein enden (insbesondere an der Südostecke des Langhauses).

### Bergfried
Das im 13. Jahrhundert erbaute Schloss wurde 1475 von den Eidgenossen weitgehend zerstört. Heute sind nur noch der runde Bergfried (1255–1259) und ein viereckiger Turm der Umfassungsmauer erhalten. Die ehemalige Stadtmauer wurde im 17. Jahrhundert abgetragen, wobei in der Nähe der Schule noch ein Rundturm stehen blieb.

### Rathaus
Am Hauptplatz (Place du Marché) befindet sich das Hôtel de Ville (Rathaus), ein zweigeschossiger Bau über Arkaden, der 1540 errichtet wurde. Die Fassade wurde 1786–1789 nach Plänen des Architekten César Gasquet im klassischen französischen Stil gestaltet. Davor steht ein Brunnen mit einer Bannerträgerfigur von 1543.

### Bürgerhäuser
Die historische Altstadt mit zahlreichen Bürger- und Patrizierhäusern aus dem 16. bis 19. Jahrhundert weist weitere bedeutende Bauten auf. Dazu gehören das Hôtel des Deux Poissons (ein ehemaliges Klarissenkloster, das 1426 gegründet, im 16. Jahrhundert neu erbaut und später barockisiert wurde), das Haus Grandjean von 1781, das Priorat von 1756–1760 (diente früher als Scheune des Klosters Romainmôtier) und das Alte Spital von 1778.

### Römischer Mosaikboden

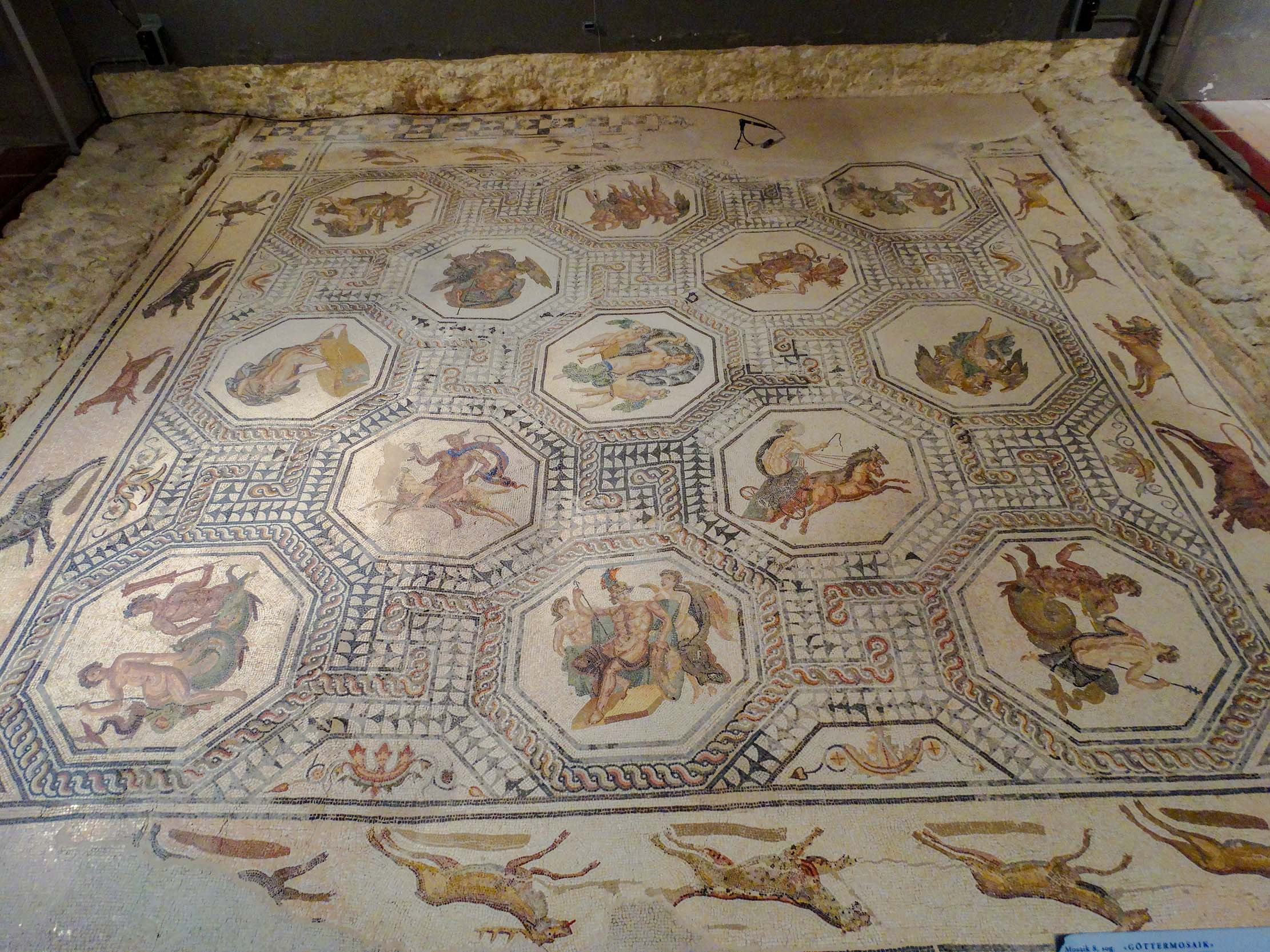
Mosaik mit Medaillons

Im römischen Gutshof bei Boscéaz, nördlich der Stadt, wurden Mosaiken gefunden und der Öffentlichkeit zugänglich gemacht. Die aus der Zeit um 200 bis 230 nach Christus stammenden Mosaiken zählen zu den bedeutendsten nördlich der Alpen. Die Darstellungen zeigen die sieben römischen Gottheiten, die für die sieben Wochentage stehen: Sol, Luna, Mars, Mercurius, Jupiter, Venus und Saturnus, außerdem Tiere, Wagen, Labyrinthe sowie geometrischen Dekor.

## Persönlichkeiten
- Pierre Viret (1511–1571), Reformator in Lausanne und Genf
- Elie Bertrand (1713–1797), reformierter Pfarrer und Naturwissenschaftler
- Edmond Davall (1793–1860), Botaniker und Schweizer Forstwissenschaftler
- Augusta Gillabert (1869–1940), Gründerin der ersten Bäuerinnengenossenschaft der Schweiz
- Gustave Combe (1882–1957), Oberstdivisionär
- Marcel Bezençon (1907–1981), Journalist, SRG-Generaldirektor, Erfinder des Eurovision Song Contests
- Jacques Bron (1927–2015), Schriftsteller
- Marlyse Pietri (* 1940), Verlegerin
- Patricia Bosshard (* 1965), Geigerin und Komponistin
- Benjamin Antonietti (* 1991), Eishockeyspieler

## Bildergalerie

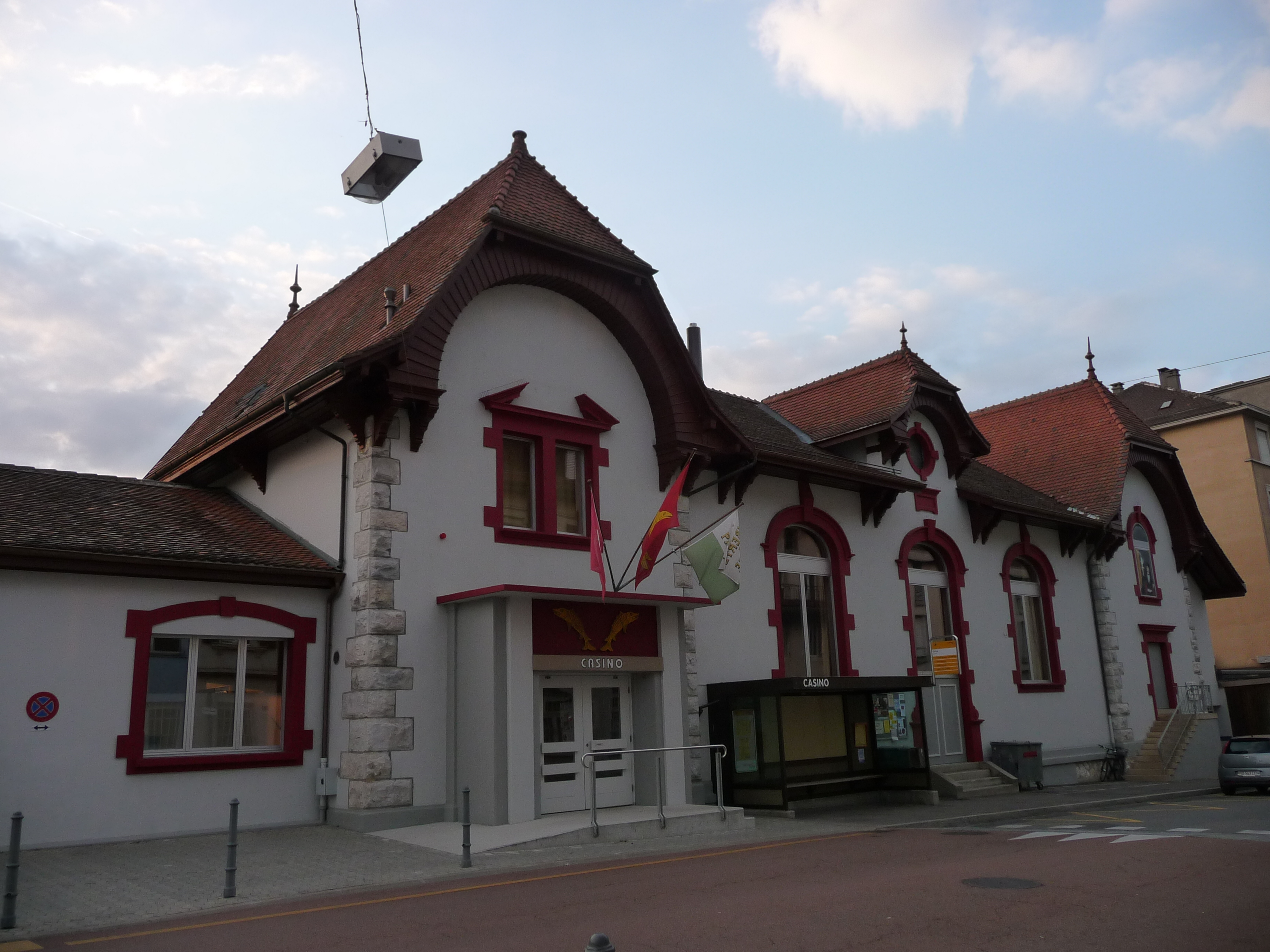
Kasino
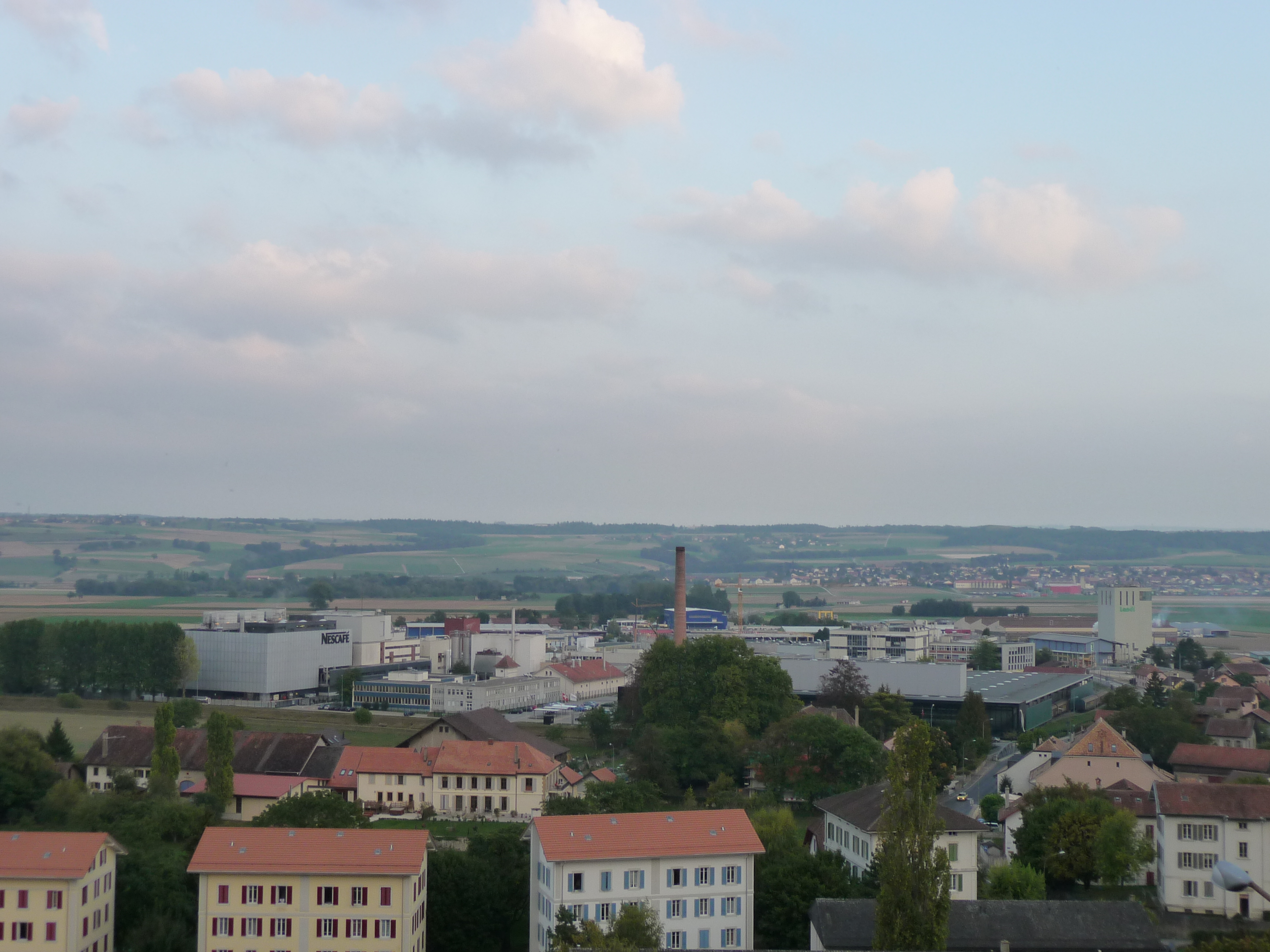
Industriezone
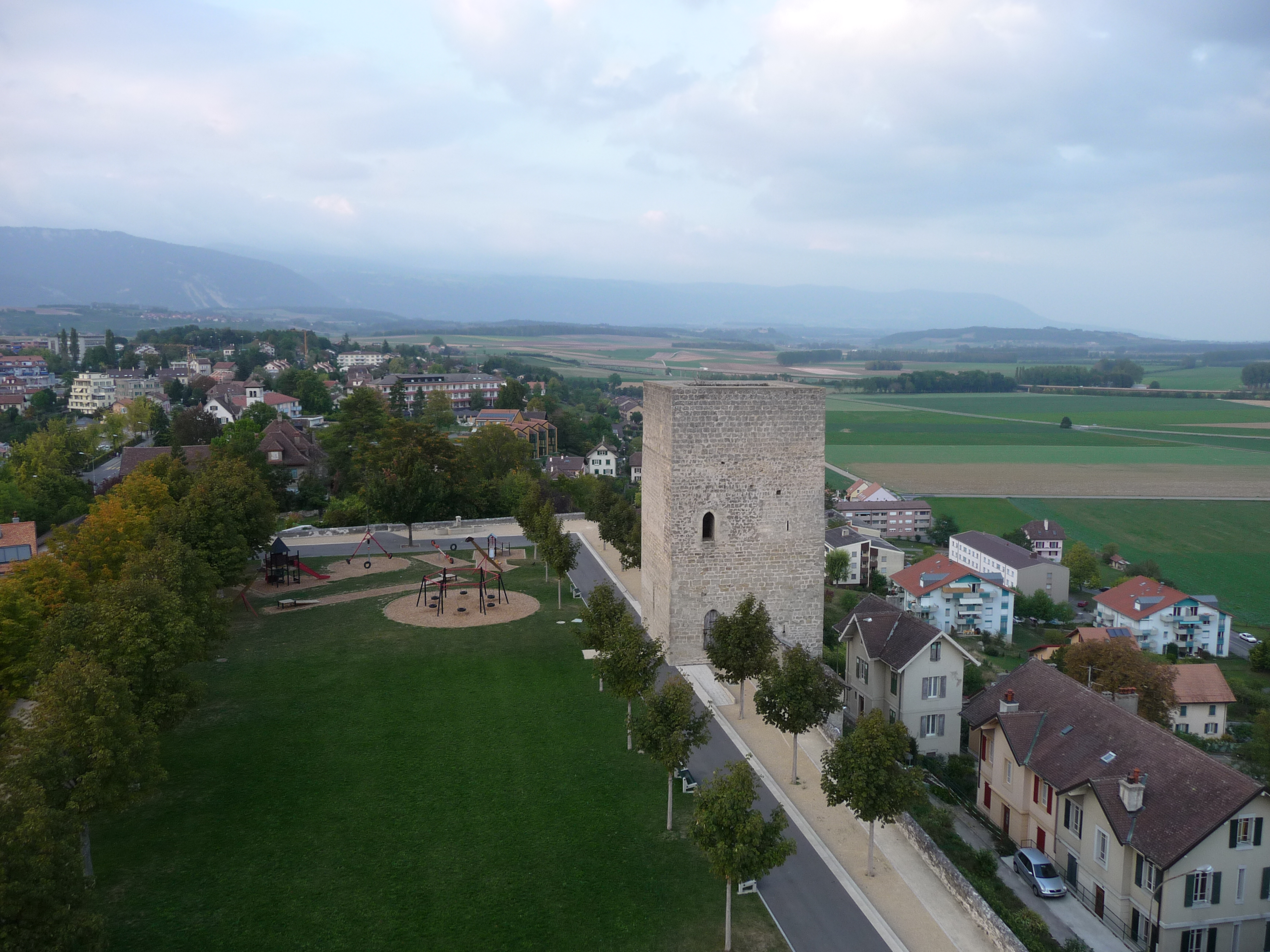
Hof des Schlosses
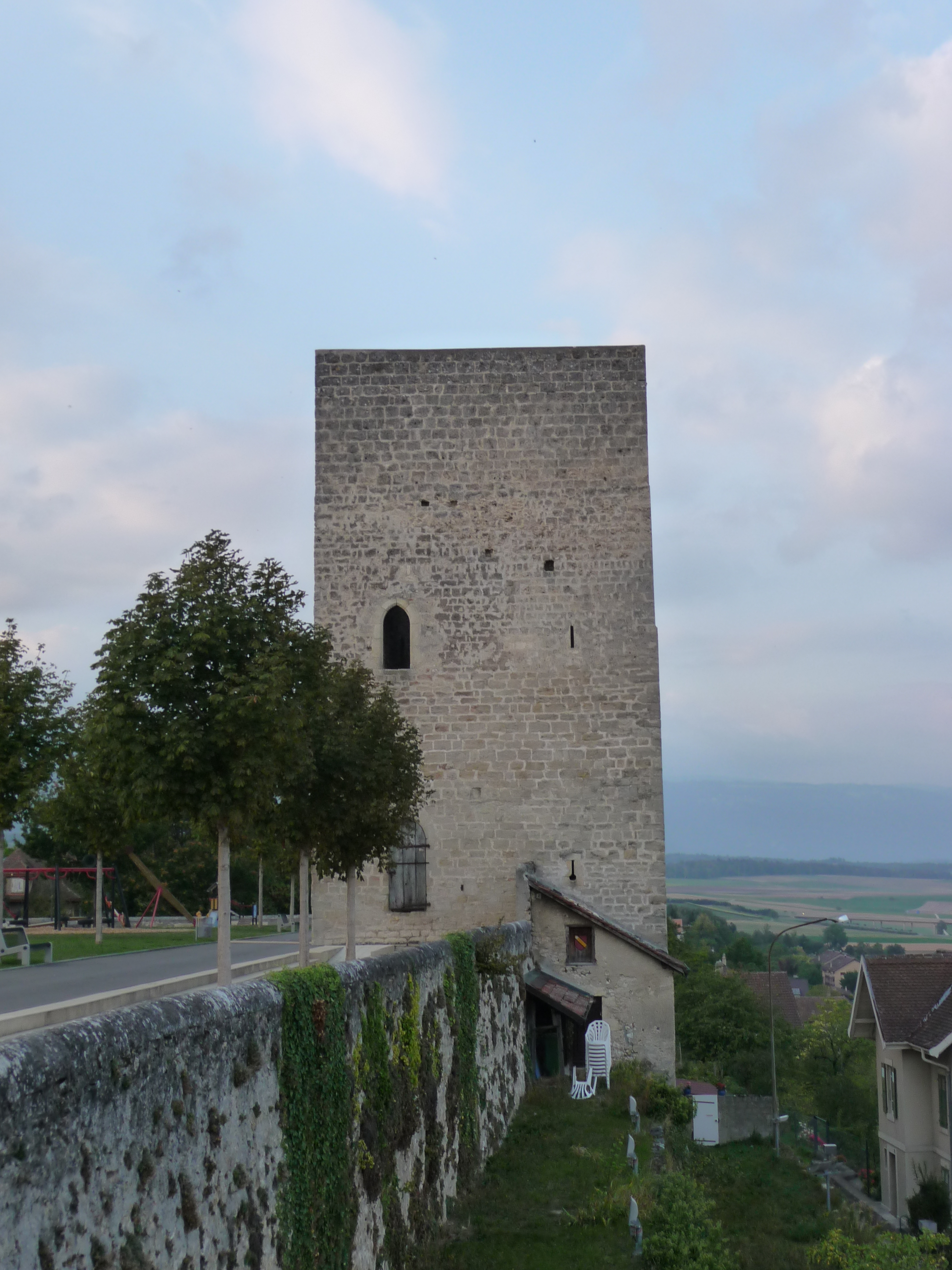
Befestigungsturm